# Aclis lata
Aclis lata är en snäckart som beskrevs av Dall 1889. Aclis lata ingår i släktet Aclis och familjen Aclididae. Inga underarter finns listade i Catalogue of Life.